# Favela Brazilian Cafe
O Favela Brazilian Cafe é um restaurante brasileiro em Portland, Oregon, Estados Unidos.

## Descrição
O Favela Brazilian Cafe é um restaurante no bairro de Creston-Kenilworth, no sudeste de Portland, na fronteira com Foster-Powell. Brooke Jackson-Glidden, do Eater Portland, descreveu a empresa como "algo entre uma cafeteria, um mercado brasileiro e um centro comunitário, com arte importada e produtos para levar para casa". Ela também chamou o Favela de "um ponto de encontro para expatriados brasileiros e aqueles que querem aprender mais sobre a cultura".
O café serve culinária brasileira, incluindo doces, sanduíches, frutas, sobremesas, café (incluindo café doce de leite), sucos e smoothies. O cardápio também inclui pão de queijo. A cafeteria oferece música ao vivo e eventos como exibição de filmes e workshops em português.

## História
Os proprietários Rodrigo Baena e Dunya De Souza abriram o restaurante em 2019. Jackson-Glidden disse que Baena "queria criar um espaço para os imigrantes e aficionados brasileiros se encontrarem e celebrarem a cultura do país". A empresa esteve presente no mercado Come Thru de Portland em 2021.

## Recepção
Nathan Williams incluiu o Favela na visão geral de 2021 do Eater Portland sobre "Onde comer e beber em Foster-Powell". Zoe Baillargeon, do site, incluiu o pão de queijo em uma visão geral de 2021 sobre "Onde encontrar os pratos mais saborosos em Portland e além", escrevendo: "Bolas tostadas e recém-assadas quase sempre chegam quentes e salpicadas de cor, com um centro elástico, macio e com queijo. Aqueles que desejam consumir laticínios em dobro podem acrescentar um dos muitos sanduíches de queijo da cafeteria, seja o queijo quente com tomate e orégano ou o misto quente de presunto e queijo".